# 광주광역시푸른도시사업소
광주광역시푸른도시사업소(光州廣域市-都市事業所)는 광주역사공원, 평화근린공원, 사직역사공원 등 주요공원 및 호수생태원, 무등산지질공원에 대한 효율적 유지관리와 도심내 유휴공간을 대상으로 정원화사업 등을 추진하기 위하여 설치된 광주광역시 소속기관이다.

## 조직
- 공원운영과
- 지질공원과